# Handzame Classic 2018
La Handzame Classic 2018 est la 8e édition de cette course cycliste masculine sur route. Elle a eu lieu le 16 mars 2018 dans la province de Flandre-Occidentale, en Belgique, et fait partie du calendrier UCI Europe Tour 2018 en catégorie 1.HC. Elle est remportée par le Colombien Álvaro Hodeg.

## Présentation
La Handzame Classic est organisée depuis sa création en 2011 par l'association sans but lucratif De Krekedalvrienden et connaît en 2018 sa huitième édition,,. Elle est promue cette année en catégorie 1.HC de l'UCI Europe Tour et ne fait plus partie de la Coupe de Belgique.

### Parcours
Le départ fictif de la course est donné à Bredene et l'arrivée est jugée à Handzame, après 211 km. Le départ réél est donné onze kilomètres après le départ fictif. Les coureurs parcourent alors 144 km pour rejoindre Handzame, passant par les villes de Gistel, Middelkerke, Nieuport, Coxyde, Furnes, Adinkerke, De Moeren, Alveringem, Poperingue, Vleteren, Ypres, Langemark-Poelkapelle, Dixmude et Kortemark. Le peloton franchit le Sulferberg (nl), le Monteberg (nl) et le mont Kemmel entre Vleteren et Ypres, et une première fois le Ruidenberg (nl) entre Dixmude et Kortemark. Trois tours d'un circuit de 18 km sont ensuite effectués, empruntant à nouveau le Ruidenberg,.

### Équipes
Classée en catégorie 1.HC de l'UCI Europe Tour, la Handzame Classic est par conséquent ouverte aux WorldTeams dans la limite de 70 % des équipes participantes, aux équipes continentales professionnelles, aux équipes continentales belges et à une équipe nationale belge.
Vingt-deux équipes participent à cette Handzame Classic - six WorldTeams, douze équipes continentales professionnelles et quatre équipes continentales :
| WorldTeams (6)- Quick-Step Floors - Sky - Bora-Hansgrohe - Lotto Soudal - Katusha-Alpecin - BMC Racing Team Équipes continentales professionnelles (12)- Aqua Blue Sport - WB-Aqua Protect-Veranclassic - Hagens Berman Axeon - Vital Concept - CCC Sprandi Polkowice - Wanty-Groupe Gobert - Sport Vlaanderen-Baloise - Direct Énergie - Roompot-Nederlandse Loterij - UnitedHealthcare - Delko-Marseille Provence-KTM - Israel Cycling Academy Équipes continentales (4)- Cibel-Cebon - Tarteletto-Isorex - Development Team Sunweb - Team Joker Icopal |
| |

## Récit de la course
Plusieurs coureurs tentent tour à tour d'éviter un sprint massif - Dennis Coenen, David Boucher, Peter Koning, Sean De Bie ou Youcef Reguigui - mais le peloton rattrape le dernier échappé Oscar Riesebeek à 10 kilomètres de l'arrivée. C'est finalement le coureur néophyte Colombien Álvaro Hodeg qui s'impose au sprint, devant le vainqueur de l'édition précédente Kristoffer Halvorsen et Pascal Ackermann.

## Classements

### Classement final
| \| Classement général \| Classement général \| Classement général \| Classement général \| Classement général \| \| Coureur \| Coureur \| Pays \| Équipe \| Temps \| \| ------------------ \| -------------------- \| ------------------ \| ---------------------------- \| ------------------ \| \| 1er \| Álvaro Hodeg \| Colombie \| Quick-Step Floors \| 4 h 34 min 35 s \| \| 2e \| Kristoffer Halvorsen \| Norvège \| Team Sky \| + 0 s \| \| 3e \| Pascal Ackermann \| Allemagne \| Bora-Hansgrohe \| + 0 s \| \| 4e \| Matteo Pelucchi \| Italie \| Bora-Hansgrohe \| + 0 s \| \| 5e \| Adam Blythe \| Royaume-Uni \| Aqua Blue Sport \| + 0 s \| \| 6e \| Kenny Dehaes \| Belgique \| WB-Aqua Protect-Veranclassic \| + 0 s \| \| 7e \| Rui Oliveira \| Portugal \| Hagens Berman Axeon \| + 0 s \| \| 8e \| Tanguy Turgis \| France \| Vital Concept \| + 0 s \| \| 9e \| Moreno Hofland \| Pays-Bas \| Lotto-Soudal \| + 0 s \| \| 10e \| Jonas Koch \| Allemagne \| CCC Sprandi Polkowice \| + 0 s \| |                      |             |                              |                 |
| |                      |             |                              |                 |
| Source : ProCyclingStats |                      |             |                              |                 |
| Classement général |                      |             |                              |                 |
| Coureur | Coureur              | Pays        | Équipe                       | Temps           |
| 1er | Álvaro Hodeg         | Colombie    | Quick-Step Floors            | 4 h 34 min 35 s |
| 2e | Kristoffer Halvorsen | Norvège     | Team Sky                     | + 0 s           |
| 3e | Pascal Ackermann     | Allemagne   | Bora-Hansgrohe               | + 0 s           |
| 4e | Matteo Pelucchi      | Italie      | Bora-Hansgrohe               | + 0 s           |
| 5e | Adam Blythe          | Royaume-Uni | Aqua Blue Sport              | + 0 s           |
| 6e | Kenny Dehaes         | Belgique    | WB-Aqua Protect-Veranclassic | + 0 s           |
| 7e | Rui Oliveira         | Portugal    | Hagens Berman Axeon          | + 0 s           |
| 8e | Tanguy Turgis        | France      | Vital Concept                | + 0 s           |
| 9e | Moreno Hofland       | Pays-Bas    | Lotto-Soudal                 | + 0 s           |
| 10e | Jonas Koch           | Allemagne   | CCC Sprandi Polkowice        | + 0 s           |

### UCI Europe Tour
La course attribue aux coureurs le même nombre de points pour l'UCI Europe Tour 2018 et le Classement mondial UCI.
| Position           | 1er | 2e  | 3e  | 4e  | 5e | 6e | 7e | 8e | 9e | 10e | 11e | 12e | 13e | 14e | 15e | 16e à 30e | 31e à 40e |
| Classement général | 200 | 150 | 125 | 100 | 85 | 70 | 60 | 50 | 40 | 35  | 30  | 25  | 20  | 15  | 10  | 5         | 3         |